# Nikolaï Kostomarov
Pour les articles homonymes, voir Kostomarov.
Nikolaï Ivanovitch Kostomarov (en russe Никола́й Ива́нович Костома́ров, en ukrainien Микола Іванович Костомаров), né le 16 mai 1817 à Yourasovka (province de Voronej) et mort le 19 avril 1885 à Saint-Pétersbourg), d’ascendance russo-ukrainienne, est un historien décrit comme étant le Michelet ukrainien par l'historien Daniel Beauvois.
Professeur d'histoire à l'université de Kiev puis à l'université de Saint-Pétersbourg, il est l'auteur de nombreux ouvrages, notamment la biographie du hetman cosaque Bogdan Khmelnitski, ainsi que la monumentale œuvre en trois volumes Histoire russe à travers les biographies de ses plus illustres personnages'’.

## Biographie
Auteur d'une étude sur Le Sens historique de la poésie populaire (1843), et d'une Mythologie slave (1847), il a donné une large part dans ses nombreuses monographies à l'élément littéraire et même dramatique. En même temps il abordait le roman avec Le Fils (1865), une assez jolie nouvelle sur le thème de l'insurrection cosaque de Stenka Razine, et Koudéiar (1875), grand récit historique emprunté aux troubles politiques du XVIe siècle, qui est une œuvre entièrement manquée.
Ses études sur la poésie petite-russienne l'entraînèrent un moment à écrire dans la langue de ce pays et en 1847 il encourut, avec Chevtchenko et Koulich, le soupçon de participation insurrectionnelle à des tendances séparatistes. Il y gagna quelques mois d'emprisonnement, un long exil à Saratov et aux yeux des jeunes gens de l'époque l'apparence d'un défenseur des idées libérales et d'un martyr.
Gracié en 1855, il publia dans les « Annales de la Patrie » une série de monographies :
- Bogdane Khmelnitski ;
- La Révolte de Stenka Razine ;
- Le Commerce de l'État moscovite aux XVIe et XVIIe siècles,

qui consacrèrent sa renommée.
Héros, avec Mikhaïl Pogodine, du tournoi public dans l'amphithéâtre de l'université de Saint-Pétersbourg, qui eut en mars 1860 un grand retentissement.
Un peu plus tard, après un séjour à l'étranger, il prenait une part active aux travaux qui préparèrent l'affranchissement des serfs. Il occupa une chaire à l'université de Saint-Pétersbourg, mais dut la quitter rapidement à la suite des troubles, qui, en 1862, agitèrent le monde des étudiants.
Sa carrière d'homme d'action était maintenant finie. L'écrivain seul resta, publiant aux frais de la commission archéographique onze volumes de documents pour l'histoire des provinces du sud-ouest et continuant ses monographies, dont le recueil comprend treize volumes. Celle qui est consacrée aux Républiques de la Russie du nord révèle les sympathies de l'auteur pour l'idéal démocratique et pour les institutions libres.Il est le premier historien russe qui met en valeur un autre chemin qu'eût pu emprunter la Russie avant que le fameux rassemblement des terres russes ne se fasse au profit d'une autocratie qui sera celle de la Moscovie des tsars. Ailleurs c'est la personnalité et l'autonomie ethnographique de la Petite Russie qu'il défend avec passion, refusant une vision russocentrée de l'histoire de l'empire russe.
Toujours il met au service de ses thèses un talent de conteur de premier ordre.

## L’historien
Si les travaux de Kostomarov reflètent les tendances romantiques de son temps, il est l'un des premiers historiens russes à préconiser l'utilisation de l’ethnographie et du folklore, grâce auxquels il tente de discerner « l’esprit » du peuple, en particulier « l’esprit national » (ou narodnost'/народность en russe ). S’appuyant sur les chants et traditions orales populaires, il est persuadé que les peuples de la Grande Russie et ceux de la Petite Russie (respectivement les actuelles Russie et Ukraine), différaient dans leur mentalité et constituaient deux « nationalités » distinctes, ce qui le distingue nettement des autres historiens russes de l'époque, mais en fait le précurseur des travaux de l'historien de l'Ukraine Mykhailo Hrouchevsky.
Dans son essai Deux nationalités russes (Две русские народности), une référence dans l’histoire de la pensée nationale ukrainienne, il popularise le lieu commun selon lequel les Russes sont enclins à l’autocratie et au collectivisme, et les Ukrainiens à la liberté, la poésie et l’individualisme.
Dans ses divers ouvrages historiques, Kostomarov exprime sa dilection et son intérêt pour la Rus’ de Kiev (la Petite Russie), met en valeur le régime des vetches (assemblées populaires médiévales) dans les villes de Pskov et Novgorod , rôle si peu étudié jusqu'à lui, et la société des cosaques zaporogues, qu’il considère comme leur héritière.
En revanche, il est très critique à l’égard de la vieille autocratie de Moscovie, cœur de la Grande Russie. Il s’illustre également en remettant en cause la véracité de l’histoire d’Ivan Soussanine, héros national russe.

## Le croyant
Kostomarov est un fervent orthodoxe. Il est très critique à l’égard de l'influence de la Pologne catholique sur l’Ukraine. Il fut malgré tout considéré comme plus ouvert à la culture catholique que beaucoup de ses contemporains.

## L’acteur politique
Kostomarov est un promoteur actif, au sein de l’Empire russe, d'un système politique fédéral et panslave. Il milite pour le réveil national ukrainien et défend la langue ukrainienne. Il préconise un panslavisme populiste, assez répandu chez une partie de l'intelligentsia de l'époque.
Au cours des années 1840 il fonde, avec son ami Tarass Chevtchenko, la Confrérie de Cyrille et Méthode à Kiev. Mais cette organisation politique est illégale, et Kostomarov subira condamnations et exil.
Pourtant, entre les années 1860 et 1880, alors qu'il est professeur d’université et célèbre auteur d'essais politiques, il continue à diffuser des idées fédéralistes et populistes en Ukraine et en Russie. Il aura une profonde influence sur les générations suivantes d’historiens ukrainiens.

## Œuvres
Outre les ouvrages mentionnés plus haut :
- Le Livre de la genèse du peuple ukrainien, œuvre collective conduite par Nikolaï Kostomarov, 1847, traduit par G. Luciani, Institut d’études slaves de Paris, Paris, 1956.
- Koudeyar[2] (Кудеяр), Nikolaï Kostomarov, 1875.
- Prosper Mérimée, Bogdan Chmielnicki: Facsimilé de l’édition originale (1865) (Paris: L’harmattan, 2007). Sur une oeuvre importante de Kostomarov.